# Vertunovka
Vertunovka è un centro abitato della Russia.